# (357116) Attivissimo
(357116) Attivissimo est un astéroïde de la ceinture principale.

## Description
(357116) Attivissimo est un astéroïde de la ceinture principale. Il fut découvert le 16 novembre 2001 à Cavezzo par l'Observatoire Cavezzo. Il présente une orbite caractérisée par un demi-grand axe de 2,97 UA, une excentricité de 0,24 et une inclinaison de 6,8° par rapport à l'écliptique.

## Compléments